# Gustav Leonhardt
Pour les articles homonymes, voir Leonhardt.
Gustav Leonhardt, né le 30 mai 1928 à 's-Graveland, et mort le 16 janvier 2012 à Amsterdam, est un claveciniste, organiste, chef de chœur et chef d'orchestre néerlandais.

## Biographie
Gustav Leonhardt naît le 30 mai 1928 à 's-Graveland et fait des études musicales dans son pays natal puis se perfectionne entre 1947 et 1950 à la Schola Cantorum Basiliensis de Bâle auprès d'Eduard Müller. Il débute professionnellement à Vienne en 1950 où il joue L'Art de la fugue de Bach et enregistre ses premiers disques. Il est nommé en 1952 professeur à l'académie nationale de Musique à Vienne. À la même période il rencontre Marie Amsler jeune violoniste suisse qui deviendra son épouse en 1954. En 1955, à Amsterdam, il enseigne au Conservatoire national. Il est aussi organiste titulaire à la Nieuwe Kerk de la ville après avoir longtemps été celui de la Waalse Kerk. Il fonde cette même année le Leonhardt-Consort (en), qui fit beaucoup pour le renouveau de la musique baroque. Il collabore également avec de nombreux musiciens comme Alfred Deller, Nikolaus Harnoncourt, enregistrant avec lui l'intégrale des cantates de Bach, Philippe Herreweghe, Lars Frydén, Sigiswald Kuijken, Sara Kuijken, Wieland Kuijken, Frans Brüggen, et autres.
En 1967, il tient le rôle de Jean-Sébastien Bach dans le film de Jean-Marie Straub et Danièle Huillet, Chronique d'Anna Magdalena Bach. En 1970-71, il fonde, sur proposition de la Deutsche Harmonia Mundi, l'Orchestre de la Petite Bande, avec pour chef permanent attitré le violoniste Sigiswald Kuijken. En 1969, il obtient une chaire à l'université Harvard. Il donne environ une centaine de concerts par an, la plupart comme soliste (orgue, clavecin, clavicorde et claviorganum), et dirige des orchestres baroques. À partir de 1965, Leonhardt fait partie du jury du concours triennal international pour clavecin de Bruges, qui en 2010 a connu sa seizième édition. Il est le frère de la pianiste Trudelies Leonhardt.
Gustav Leonhardt est considéré comme une autorité intellectuelle et artistique sur la musique ancienne. En tant que musicologue, il a publié une étude sur L'Art de la fugue de Bach (1952/85), et édité les œuvres pour claviers de Sweelinck.
Le 12 décembre 2011, Gustav Leonhardt met fin à sa carrière en raison de problèmes de santé, après un concert au Théâtre des Bouffes du Nord à Paris. Il meurt des suites d'un cancer, le 16 janvier 2012 à Amsterdam, « la ville où il résidait avec son épouse, la violoniste Marie Leonhardt, dans une maison splendide de 1617, sur le Herengracht, où rien n'avait été modifié depuis 1750 et où trônait, dans une grande pièce donnant sur un jardin, sa collection d'instruments anciens ».

## Honneurs
- En 1980, il obtient le Prix Érasme[5].
- En 2003, il est récipiendaire de la médaille Bach de la ville de Leipzig.
- En 2007, il reçoit les Insignes de Commandeur des Arts et des Lettres en France.
- En 2008, il est fait Commandeur de l'Ordre de la Couronne en Belgique.
- En 2009, il reçoit la Médaille d'Honneur d'Orange de la Reine Béatrix des Pays-Bas[6].
- Il est Docteur honoris causa des universités de Yale, Harvard, Washington, Dallas, Metz, Amsterdam, Leyde, Padoue.
- (9903) Leonhardt, astéroïde nommé en son honneur[7].

## Élèves illustres
Gustav Leonhardt a formé des générations de clavecinistes et organistes tels que Bob van Asperen, Christopher Hogwood, Ton Koopman, Alan Curtis, Diane Bish, Pierre Hantaï, Eduardo López Banzo, Léon Berben, Geneviève Soly, Colin Tilney, Martha Cook, Denis Bédard, Dom André Laberge O.S.B., Carole Cerasi (master class), Jan Willem Jansen, Skip Sempé, Siebe Henstra, Menno van Delft, Élisabeth Joyé, Bernard Foccroulle, Ketil Haugsand, Michel Kiener, Francesco Cera, Marco Mencoboni, Domenico Morgante, Frank Agsteribbe, Hélène Clerc-Murgier et autres.

## Discographie
Gustav Leonhardt a beaucoup enregistré, tour à tour en tant qu'organiste, claveciniste et chef d'orchestre. Sa discographie compte plus de 200 références, partagées entre les labels Vanguard, Das alte Werk (Teldec/Warner), Deutsche Harmonia Mundi (DHM), Seon (repris successivement par RCA puis par Sony), puis Philips et finalement Alpha. Citons aussi un récital Forqueray sur le clavecin Hemsch 1751 du Château de Flawinne, enregistré en juin 2005 pour le petit label russe Early Music Records (EMR), republié en France par le magazine Diapason en 2015 (Les indispensables no 67).

### Clavecin: compositeurs
- Jean-Henry d'Anglebert : Suite en sol majeur (1963, Deutsche Harmonia Mundi)
- Jean-Sébastien Bach :
  - L'Art de la fugue (mai 1953, Vanguard et 1969, DHM)
  - Variations Goldberg (juin 1953, Vanguard ; 1965, Teldec/Warner et 1978, DHM)
  - Le Clavier bien tempéré, livres I et II (1969/72, DHM)
  - Inventions et Sinfonias (1974, Sony/Séon)
  - Suites françaises (1975, Sony/Séon)
  - Suites anglaises (1975, Sony/Seon et 1985, EMI « Reflexe » / Virgin)
  - Partitas pour clavier (1977) DHM et (1985, EMI Classics « Reflexe » / Virgin)
  - Concerto italien - Ouverture à la française (1965, DHM)
  - Concerto italien, Fantaisie chromatique et fugue, Toccatas et Suites (1975, Sony/Seon)
  - Œuvres pour clavecin : Fantaisie chromatique et fugue, Toccata BWV 916, Sonate BWV 964, Suite BWV 996, Sonate en sol majeur (1968/70, Teldec/Warner)
  - Suite BWV 996, Toccata BWV 914, Capriccio BWV 992, Fantaisie et fugue BWV 904, Prélude, allegro et fugue BWV 998 (1984, Philips Classics)
  - Transcriptions (1985, DHM)
- Carl Philipp Emanuel Bach : Sonates, rondos, fantaisies pour clavecin, clavicorde et piano-forte (1971, Seon)
- Claude Balbastre et Armand-Louis Couperin : Pièces de clavecin (1981, DHM)
- Georg Böhm : Ouvertures et suites (1992, Sony)
- William Byrd : Pièces pour le clavecin (2003, Alpha)
- Jacques Duphly et Forqueray : Pièces pour le clavecin (1975/77, Sony/Seon)
- Les Couperin (Louis, François et Armand-Louis) : Pièces de clavecin (1987, Philips)
- François Couperin :
  - 3 ordres (1973, DHM)
  - 3 ordres (1995, Philips)
- Louis Couperin : Suites et Pavane (1980, DHM)
- Antoine Forqueray : Suites de clavecin (1991, Sony Vivarte et 2005, EMR Russia ; rééd. 2015 Diapason)
- Girolamo Frescobaldi :
  - Œuvres pour clavecin (?, Vanguard)
  - Premier livre de caprices 1624, clavecin et orgue (1979, DHM)
  - Œuvres pour clavecin (1990, Philips)
- Frescobaldi et Louis Couperin : Pièces pour clavecin (2002, Alpha)[8]
- Johann Jakob Froberger :
  - Suites et Toccatas (1962, DHM)
  - Œuvres pour clavecin et orgue (1970, Teldec)
  - Œuvres pour clavecin (1990, DHM)
- Froberger et Matthias Weckmann : Toccata & Suites (1996, Sony)
- Johann Kuhnau : Sonates bibliques clavecin et orgue (1970, Teldec)
- Wolfgang Amadeus Mozart : Sonates pour le piano-forte (1971, Sony/séon)
- Henry Purcell et John Blow : Voluntaries, Suites & Grounds (1994, Philips)
- Domenico Scarlatti :
  - 10 Sonates : K. 52, 215, 216, 263, 264, 490, 491, 492, 308 et 309 (1970, DHM) (OCLC 762607165)
  - 14 Sonates : K. 3, 184, 185, 191, 192, 193, 208, 209, 227, 238, 239, 252 et 253 (septembre 1978, Sony/Séon) (OCLC 946535525)

### Clavecin: récitals
- Musique italienne : Frescobaldi, Francesco Turini, Giulio Caccini, Biagio Marini, Domenico Scarlatti (1962/64/67, Teldec/Warner)
- Clavecin et orgue : Couperin, Alessandro Poglietti, Nicolas de Grigny, Rameau (1962/64/67/69, Teldec/Warner)
- Clavecin : Bach, Böhm, Reincken, Scheidemann, Haendel (1962/64/67/69, Teldec/Warner)
- Virginalistes anglais : William Byrd, John Bull, Giles Farnaby, Thomas Tomkins, Peter Philips… (1968, DHM)
- Récital de clavicorde : Bach, Christian Ritter, CPE Bach, Wilhelm Friedemann Bach (1988, Philips)
- Récital de clavecin : Bach, Louis Couperin, Purcell, Johann Kuhnau, Rameau, Royer, Boismortier et Scarlatti (1988, Philips) (OCLC 1109996494)
- Musique française pour clavecin : Jean-Philippe Rameau, Pancrace Royer, Jacques Duphly, Gaspard Le Roux (1991, DHM)
- Virginalistes anglais : Fantasias, Pavans & Galliards - William Byrd, Thomas Morley, John Bull, Giles Farnaby, Orlando Gibbons, Robert Johnson, Peter Philips, William Randall, Thomas Tomkins (1992, Philips)
- Clavecin : Girolamo Frescobaldi, Giovanni Picchi, Jean de Macque, Tarquinio Merula (1995, DHM)
- Clavecin et claviorganum : Bach, William Byrd, Orlando Gibbons, Christian Ritter, Stroger, Johann Pachelbel… (2003, Alpha)

### Orgue
- Récital orgue de Klosterneuburg : Johann Kaspar Kerll, Tarquinio Merula, Johann Jakob Froberger, Girolamo Frescobaldi, Sebastian Anton Scherer, Michael Prætorius, Christian Erbach (1950, Vanguard) — 1er disque de Gustav Leonhardt
- Récital Frescobaldi, orgue de la Hofkirche à Innsbruck et clavecin (1951, Vanguard)
- L'orgue Riepp (1766) d'Ottobeuren : François Couperin, Abraham van den Kerckhoven, CPE Bach (1968, DHM)
- Jan Pieterszoon Sweelinck : Œuvres pour orgue (1972, DHM)
- L'orgue de la Renaissance et de la période baroque : Italie du Nord (1970/1974, Sony/Seon)
- L'orgue de la Renaissance et de la période baroque : Alpenländer (1973, Sony/Seon)
- Bach : récital varié, orgue de la Waalse Kerk à Amsterdam (1973/1975, Sony/Seon)
- Les orgues des périodes Renaissance et baroque : Nord de l'Allemagne (1977, Sony/Seon)
- Les orgues des périodes Renaissance et baroque : les Pays-Bas (1984, Sony/Seon)
- Bach : récital varié (et Variations Goldberg), orgue d'Alkmaar (1990, DHM)
- Musique d'orgue d'Allemagne du Nord (1993, Sony)
- Musique d'orgue de France et du Sud des Pays-Bas (1994, Sony)
- L'orgue Schnitger de l'église Saint-Jacques (« Jacobikirche ») à Hambourg : Heinrich Scheidemann, Melchior Schildt, Nicolaus Bruhns, Georg Böhm, Bach (1996, Sony)
- Orgues historiques d'Autriche, orgues de Schlägl et Klosterneuburg : Kerll, Froberger, Johann Caspar Ferdinand Fischer, Georg Muffat, Johann Pachelbel, Alessandro Poglietti, Johannes Speth, Jakob Hassler, Christian Erbach (1997) Sony
- L'orgue Dom Bedos de l'Abbatiale Sainte-Croix de Bordeaux (1748) : François Couperin, Louis Marchand (2001, Alpha)

### Musique de chambre
- Jean-Sébastien Bach :
  - L'Offrande musicale (1973, Sony/Seon)
  - Sonates pour viole de gambe et clavecin BWV 1027-1029 avec Wieland Kuijken (1973, DHM)
  - Sonates pour violon et clavecin BWV 1014-1019 avec Lars Frydén (sv) (1963, Teldec) et avec Sigiswald Kuijken (1973, DHM)
  - Sonates pour flûte et clavecin avec Frans Brüggen (1976) Sony/Seon, et avec Barthold Kuijken (1989, DHM)
  - Petit livre d'Anna-Magdalena Bach (1973, DHM)
  - Quodlibet, canon, songs, chorales and keyboard (1964/67/70, Teldec)
  - Agnes Giebel chante Bach (1965, Teldec)
- Arcangelo Corelli, La Folia et sonates opus 5 (avec F. Bruggen et A. Bylsma) (1976, Sony/Seon)
- Jacques-Martin Hotteterre, Intégrale des sonates pour flûte ou hautbois et basse continue (avec F. Bruggen, Kuijkens, Haynes) (1976, Sony/Seon)
- William Lawes, The Royal Consort (Leonhardt : viole, Jacobs, Kuijkens) (1971, Sony/Seon)
- Jean-Joseph Cassanéa de Mondonville : Pièces de clavecin en sonates (avec Lars Fryden (sv)) (1966, Teldec)
- Wolfgang Amadeus Mozart, Sonates pour pianoforte et violon (avec S. Kuijken) (1972, Sony/Seon)
- Jean-Philippe Rameau, Pièces de clavecin en concerts (1960, Vanguard et 1971, Teldec)
- Georg Philipp Telemann :
  - Quatuors Parisiens (Hambourg 1730) (avec Bruggen, Bylsma, Schroder), (1970) Teldec
  - 12 Quatuors Parisiens (Hambourg 1730 et Paris 1738) - avec Barthold Wieland et Sigiswald Kuijken (1998, 3 CD Sony Vivarte)
  - 12 Methodische sonaten (sonates méthodiques) (avec Bruggen, Bylsma, de Vries) (1977, Sony/Seon)
  - Nouveaux quatuors en six suites (avec Bruggen, Schroder, Bylsma) (1968, Teldec)
  - Sonates en trio (avec Bruggen, Dombrecht, Bylsma, Kuijkens) (1979, Sony/Seon)
- Antonio Vivaldi, Concerti à 3, 4, 5… (avec F. Bruggen et Kuijkens) (1971, Teldec)
- Consort music : Biber, Muffat, Rosenmüller, Scheidt, Schmelzer (1964/69, Teldec)
- English Consort and Keyboard music (1964/66/67/71, Teldec)
- Musique à Versailles : Jean-Henry d'Anglebert, Marin Marais, Jean de Sainte-Colombe (1973, DHM)
- Cantates italiennes : Nicola Porpora, Antonio Caldara, Georges-Frédéric Haendel (avec René Jacobs) (1977, Sony/Seon)
- Frans Brüggen Edition : Musique de chambre pour flûte à bec : sonates de Lœillet, Dieupart, Telemann, Van Eyck, Pepusch… (1964, 12 CD, Teldec)

### Orchestre et direction
- Airs de l'époque baroque : avec Max van Egmond (baryton) et le Leonhardt Consort, G. Leonhardt direction, clavecin, orgue et viole de gambe. Œuvres de Johann Krieger, Heinrich Albert, Heinrich Biber, Johann Adolph Hasse, Heinrich Schütz, Henry Purcell, Constantin Huygens, Jean-Baptiste Lully, Alessandro Scarlatti, Agostino Steffani et Giulio Caccini. (1968, Teldec)
- Jean-Sébastien Bach :
  - Intégrale des 200 cantates sacrées avec Nikolaus Harnoncourt (1971 à 89) Teldec (en coffret de 60 CD) G. Leonhardt dirige les cantates : BWV 7-10, 12-14, 16, 22, 23, 32, 33, 39, 40, 45, 46, 48-56, 66, 67, 73-75, 77, 79, 88-90, 98, 100, 103, 106, 107, 113, 114, 117, 127-129, 132-134, 143, 144, 149-151, 157-159, 164-166, 170, 172, 175, 176, 180, 181, 184, 187, 195, 197 & 198.
  - Cantates BWV 27, 34 et 41 (1993, Sony)
  - Oratorios de Pâques et de l'Ascension (1994, Philips)
  - Cantates profanes BWV 205 et 214 (1992, Philips)
  - Cantates profanes BWV 211 et 213 (1995, Philips)
  - Cantates profanes BWV 173a et 201 (1996, Philips)
  - Cantates profanes BWV 208 et 215 (1997, Philips)
  - Cantates profanes BWV 30a et 207, Ensemble Café Zimmermann (2007, Alpha)
  - Passion selon saint Matthieu (1990, DHM)
  - Messe en si mineur (1985) La Petite Bande (EMI/DHM)
  - Concertos brandebourgeois (1977,79, Sony/Seon et 1988, DHM)
  - Concertos BWV 1060R, BWV 1044 et BWV 1052, Collegium Aureum (1965, DHM)
  - Intégrale des concertos pour 1, 2, 3 et clavecin(s) : Concerto BWV 1044 et Concertos 1053-1065 (1968/69) Teldec
  - Concertos pour 2 clavecins (1995, Virgin)
  - Concertos pour 3 et 4 clavecins (1995, Virgin)
- Bach, Carl Philipp Emmanuel Bach et Wilhelm Friedemann Bach : Double concertos (1967/68/70, Teldec)
- Bach et Carl Philipp Emmanuel Bach : Concertos pour clavecin en ré mineur (1981, Sony/Seon)
- Carl Philipp Emanuel Bach :
  - 4 Symphonies Wq183 & Symphonie pour cordes Wq 182 no 5 (1988, Virgin)
  - 3 Concertos pour violoncelle Wq 170-173 avec Anner Bylsma et l’Orchestra of the age of Enlightenment (1988, Virgin)
  - Double concertos Wq 46, 47, 109 (1995, DHM)
  - Concerti Wq 46, 23, 165 (?, DHM)
- Heinrich Biber, Requiem ; Francisco Valls, Missa Scala Aretina (1993, DHM)
- Heinrich Biber, Requiem à 15, et Agostino Steffani : Stabat Mater (1995, DHM)
- John Blow, Ode sur la mort d'Henry Purcell et antiennes (1978, Sony/Seon)
- André Campra :
  - Les Fêtes vénitiennes (opéra - extraits) (1969) DHM
  - L'Europe galante (opéra - extraits) (1970) DHM
- François Couperin : Les Nations (1969) Teldec
- André-Modeste Grétry : Le Jugement de Midas (opéra - extraits) (1980) Ricercar
- Jean-Baptiste Lully : Le Bourgeois gentilhomme (comédie-ballet de Molière et Lully) (extraits musicaux) (1971) DHM
- Claudio Monteverdi :
  - Madrigaux : Le Combat de Tancrède et Clorinde (1964) Das alte Werk/Teldec.
  - Madrigaux avec René Jacobs (1977) Sony/Seon
  - Vêpres solennelles à Saint Jean Baptiste (1984) Philips
- Henry Purcell et Matthew Locke : Antiennes et Hymnes, Voluntaries (1995) Sony
- Henry Purcell :
  - Antiennes, et pièces diverses (1967/68/70) Teldec
  - Odes pour la reine Mary (1992) Virgin
- Jean-Philippe Rameau :
  - Zaïs, opéra en un prologue et 5 actes (1977) STIL
  - Pygmalion, acte de ballet (1981) DHM
  - Suite d'orchestre extraite des Paladins (1991) Philips
- Heinrich Schütz :
  - Passion selon saint Luc / Les sept dernières paroles du Christ. Leonhardt-Consort (1965) Das alte Werk/Teldec
- Jan Pieterszoon Sweelinck : Cantiones Sacrae, Psalmen (1963) Bärenreiter Musicaphon (rééd. BnF collection 2014)
- Georg Philipp Telemann : Tafelmusik (Musique de table), intégrale (1965) Teldec

## Cinéma
- Chronique d'Anna Magdalena Bach : film de Jean-Marie Straub et Danièle Huillet, N et B, 1967, durée 1H30. Gustav Leonhardt joue le rôle du compositeur et interprète sa musique[2]. Éditions Montparnasse 2009 (Harmonia Mundi distribution)
- Gustav Leonhardt - pionnier (2010) film. Au programme : Froberger, Kuhnau, Bach : récital Gustav Leonhardt, clavecin (Prod. : NOS, 33 min) ; Bach : L'Art de la fugue (Emission « Musique en 33 tours » Gustav Leonhardt, clavecin Prod. : Ina, 1970, 10 min) ; Bach : Variations Goldberg (Pierre Hantaï, clavecin Prod. : Morgane prod., 2000, 15 min) ; Sweelinck: Variations sur « Engelsche Fortuyn » Buxtehude : Preludium en sol mineur (Cathédrale de Poitiers Emission « Histoire de l'orgue » Gustav Leonhardt, orgue Prod. : Ina, 1991, 15 min) ; Bach : Cantate BWV 106 « Actus Tragicus » (Leonhardt Consort, Collegium Vocale de Gand, dir. : Gustav Leonhardt. Avec René Jacobs, Marius van Altena.)

## Écrits
- L'Art de la fugue, dernière œuvre de Bach pour le clavecin (1952), trad. Jacques Drillon (Van de Velde, 1985)
- « Sur L'Art de la fugue », texte d'accompagnement de l'enregistrement vinyle de L'Art de la fugue, Deutsche Harmonia Mundi, 1969.
- « Glanz des alten Klavierklanges », texte d’accompagnement de l'enregistrement vinyle du récital « Gustav Leonhardt an historischen Cembali », Deutsche Harmonia Mundi, 1969.
- « In Praise of Flemish Two-manual Harpsichord », in Keyboard instruments, éd. Edwin Ripin et all., Edinburgh University Press, 1971.
- « Preface », in The Amsterdam Harpsichord Tutor, éd. Kees Rosenhart Amsterdam, Muziekuitgeverij Saul B. Groen, 1977.
- Het huis Bartolotti en zijn bewoners [La Maison Bartolotti et ses habitants], Amsterdam, Meulenhoff, 1979.
- « Introduction », in Early Music, vol. 7, No. 4, Keyboard Issue 1, oct. 1979.
- « Points d’interrogation dans Froberger », in Hommage à F.L. Tagliavini (Patrone Editore, Bologna, 1995), publié dans Symphonia (Paris), trad. Dennis Collins.
- « Préface », in Le mouvement en musique baroque, éd. Hervé Lacombe, Metz, Ed. Serpenoise, 1996.
- Amsterdams Onvoltooid Verleden [Le passé inachevé d’Amsterdam], Architectura & Natura P., novembre 1996.
- « Préface », in Michel Verschaeve, Le traité de chant et de mise en scène baroques, Bourg-la-Reine, Zurfluh, 1997.

## Collection
Gustav Leonhardt résidait dans le Huis Bartolotti (de) (c.1617), maison des canaux historique au Herengracht à Amsterdam. En parallèle avec ses activités de musicien, il était collectionneur des arts décoratifs, des tableaux et gravures et des instruments de musique. En avril 2014, sa collection de presque 300 lots était vendue aux enchères par Sotheby’s et ses instruments étaient vendus à quelques anciens élèves, dont Skip Sempé (copie du Vaudry et le « Lefebvre, 1755 » par Skowroneck) et Pierre Hantaï (copie du Mietke par William Dowd Paris 1984 / Bruce Kennedy 1994).

## Instruments joués
Il est intéressant de retrouver, d'enregistrement en enregistrement, les mêmes instruments.

### Clavecins
Gustav Leonhardt possède chez lui une collection d'instruments,,. « Douze, quinze, pas plus. J’ai aussi fait des échanges ; je gardais les meilleurs : 7 clavecins de factures et d'écoles diverses dont un seul ancien, un virginal, un clavicorde, un orgue Ch. Muller 1730 (jusqu'en 1998, un autre orgue de Ch. Muller disparu dans un incendie lors de sa restauration et divers instruments variés très nombreux : violes, violoncelles, violons (un Jakobus Stainer de 1676 à Marie Leonhardt), diverses flûtes anciennes... »
Allemands
- August Gräbner, Dresde 1782 (DHM)
- Reinhard von Nagel, Paris 1984 d'après M. Mietke, Berlin 1717/18(Philips)
- Christian Zell, Hambourg 1728 (Bach) (Sony/Seon)
- Anthony Sidey 1995 - école G. Silbermann 1735 (Bach) (Alpha)
- Bruce Kennedy, Amsterdam, 1986 d'après M. Mietke, Berlin, 1717/18 (Boehm/Sony)

Anglais
- Malcolm Rose d'après Lodewijk Theewes 1579 (W. Byrd) (Alpha)Vincent Tibaut, Toulouse 1679.

Français

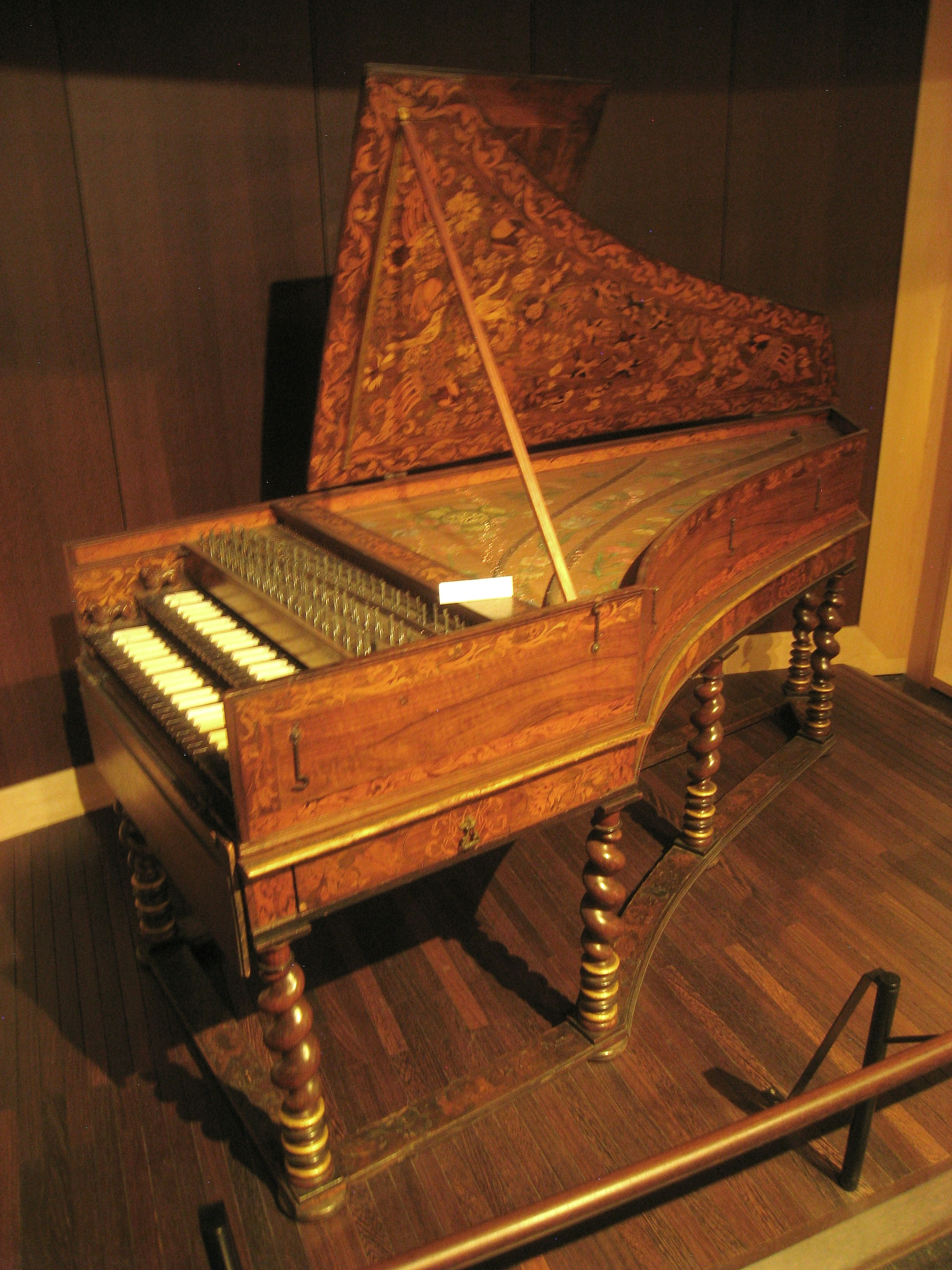
Vincent Tibaut, Toulouse 1679.

- William Dowd, d'après modèles français milieu XVIIIe siècle (1970) (Philips)
- William Dowd, Paris 1975, d'après François-Étienne Blanchet (Sony/Seon, DHM, Teldec...)
- Vincent Tibaut, Toulouse 1679 - Emile Jobin /L. Couperin/Alpha
- Vaudry, Paris 1680, par Martin Skowroneck (Brême) (1979) (Louis Couperin/DHM)
- Henri Hemsch, Paris 1751 (Forqueray/EMR) (Château de Flawinne, Namur)
- David Rubio (en), Oxford 1970 d'après Pascal Taskin 1780 (Clavier bien tempéré, livre II / Forqueray et Duphly)
- Martin Skowroneck, Brème 1984 (Suites anglaises 2 divers récitals Philips et DHM) — Leonhardt et Skowroneck ont longtemps fait passer cet instrument pour un ancien clavecin fait à Rouen en 1755 par un facteur fictif, Nicolas Lefebvre, pour prouver aux spécialistes qu'il était possible de retourner aux matériaux, méthodes et pratiques du dix-huitième siècle. Cet instrument « ancien » restauré par Skowroneck ne sera pas reconnu comme un faux jusqu'à ce que Skowroneck et Leonhardt dévoilent publiquement leur travail pour la première fois en 2002 dans un article publié dans The Galpin Society Journal[15].

Italiens
- Carlo Grimaldi, Messine 1697 (Musée national germanique à Nuremberg) (DHM)
- Martin Skowroneck, Brême 1957 (Frescobaldi/Alpha)(propriété de Skip Sempé)
- Martin Skowroneck, Brême 1961 d'après des modèles italiens (Froberger-1970/Teldec)
- Cornelis et Hubrecht Bom 1987 d'après Giusti (Frescobaldi-1991/Philips)

Flamands
- Andreas Ruckers, Anvers 1637 (actuellement au musée de Copenhague) (ancienne collection G. Leonhardt) (DHM, Sony/Seon, Teldec)
- Andreas Ruckers, Anvers 1640 (château de Velen [Allemagne] collection Baron von Landsberg-Velen) -(recital virginalistes 1969 et Froberger 1962) (DHM)
- Joel Katzman, Amsterdam, 1987 (Fantasia, Pavans and Galliards/Philips ; Récital Bach, Couperin Purcell, Scarlatti/Philips) Le livret Philips contient une photographie
- Geert Karman, Amsterdam, 1994 d'après Johannes Ruckers, 1624 (Weckman/Froberger/ Sony)
- Martin Skowroneck, Brème 1962 - d'après Jean-Daniel Dulcken (instrument très souvent utilisé durant 15 ans par G. Leonhardt, actuellement chez Glenn Wilson)
- Rainer Schutze 1961, Heidelberg, d'après J.D. Dulcken (Sony/Seon, DHM, Teldec...)

Autres
- Clavecin industriel 1932 (pour les premiers disques Vanguard) Il appartenait aux parents de G. Leonhardt.

### Clavicorde, virginal, claviorganum
- Virginal Martin Skowroneck, Brème, 1970 (Fantasia, Pavans and Galliards/Philips) - Le livret Philips contient une photographie-
- Clavicorde Martin Skowroneck 1967, d'après Hass, Hambourg (Récital Bach, Ritter, WF Bach & CPE Bach/Philips et G Boehm - Sony)
- Claviorganum Matthias Greewisch 2001, d'après un modèle italien de Friedrich Lieb (Alpha)
- Clavicorde Johann Paul Kraemer, aujourd'hui dans la collection de Menno van Delft (nl)[16]

### Pianoforte
- 3 piano-forte à queue, Walter, Vienne 1781, 1785 et 1787 (Sony/Seon: Mozart) Ancienne collection G. Leonhardt - revendus à un élève.

### Orgues
Allemagne
- Orgue Riepp de l'abbaye d'Ottobeuren (1766) (DHM)

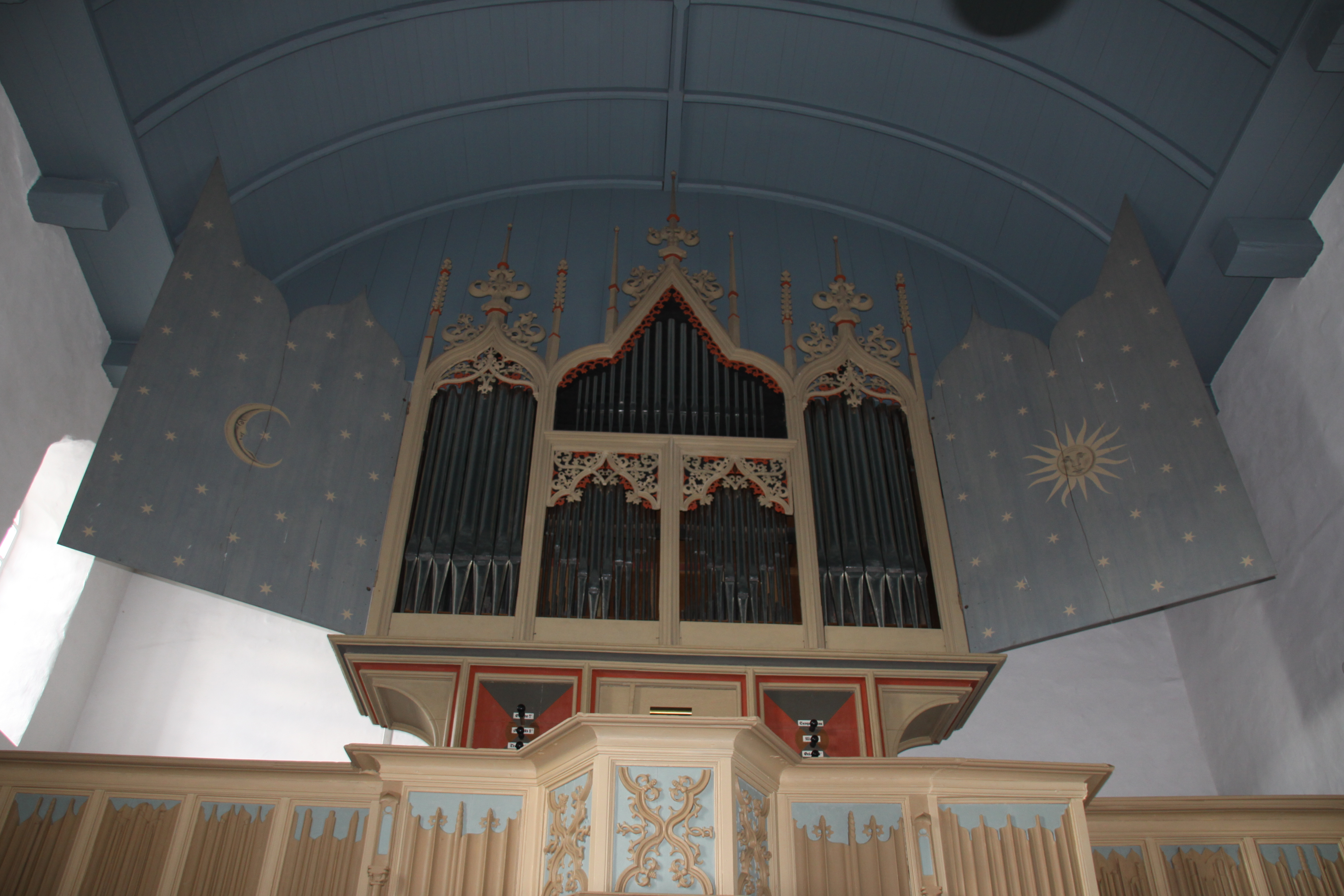
L'orgue de Rysum.

- Orgue Arp Schnitger de l'église Saint Ludgeri à Norden (Sony)
- Orgue Schnitger/Ahrend de l'église Saint Jacques à Hambourg (Sony)
- Orgue de Saint Cosmae (de), Stade (Sony/Seon)
- Orgue de l'Église Sainte-Materne (de), Ochtersum (Sony/Seon)
- Orgue de l'église réformée de Rysum (de) (Sony/Seon)
- Orgue de Saint Paul in Uttum (Sony/Seon)Orgue Gerhard von Holy de la Marienkirche à Marienhafe.

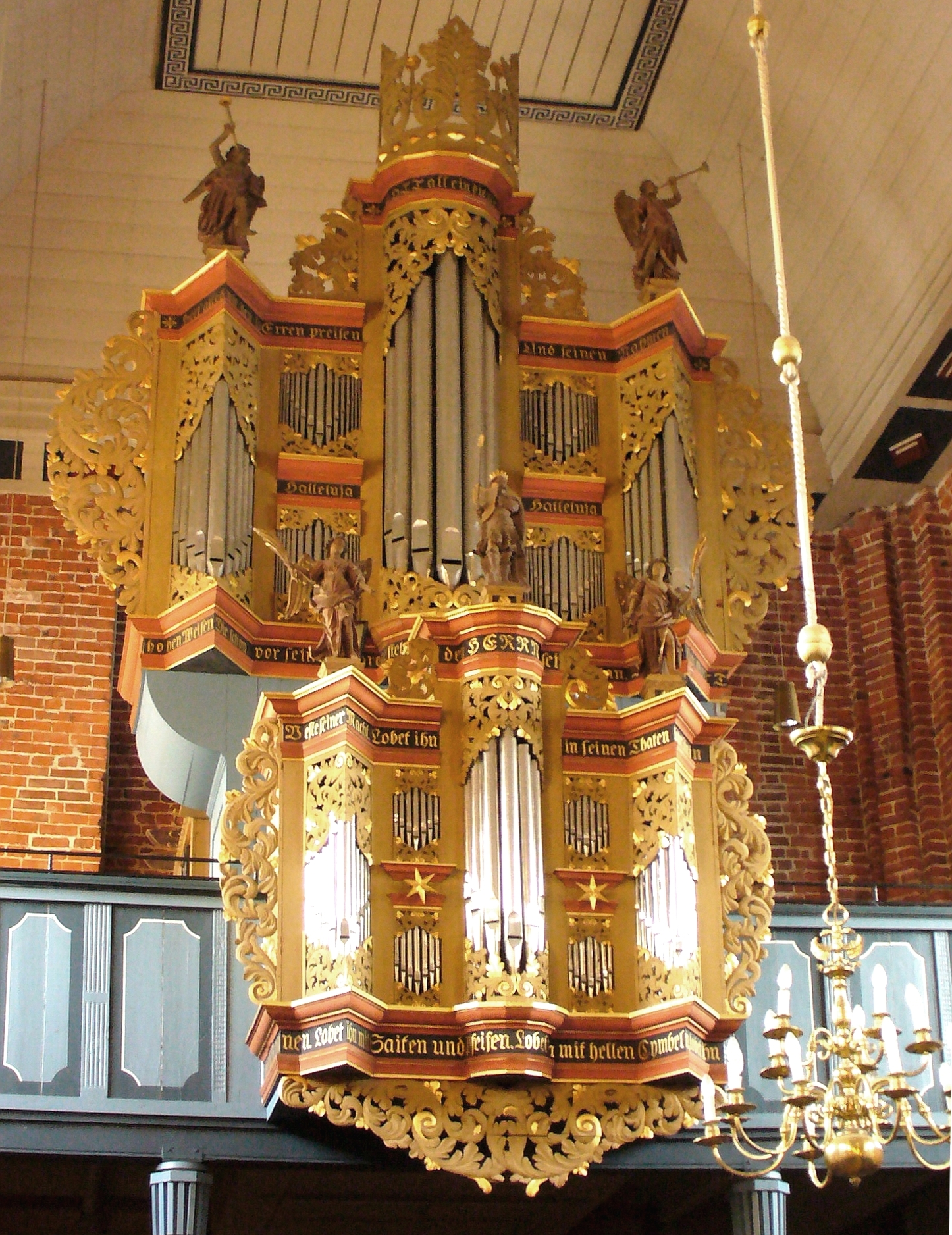
Orgue Gerhard von Holy de la Marienkirche à Marienhafe.

- Orgue de la Marienkirche (de) de Marienhafe (Sony/Seon)

Autriche
- Orgue [1708] Johann Christoph Egedacher (1664-1747) de l'abbaye des Prémontrés de Schlägl (Orgue Historiques d'Autriche/Sony)
- Orgue Freundt (XVIIe siècle) de la collégiale Saint-Augustin à Klosterneuburg (idem) et Vanguard (1950)
- Orgue Jörg Ebert de la Hofkirche à Innsbruck (1550) (Vanguard)
- Orgue de l'abbaye des prémontrés de Wilten, à Innsbruck (Sony/Seon)
- Orgue de l'abbaye cistercienne de Wilhering, Linz (1743) (Sony/Seon)
- Orgue de l'abbaye cistercienne de Stams, Tyrol (Sony/Seon)

Belgique
- Orgue André Silbermann à Louvain (Sony)
- Orgue Peter Goltfuss de Sint-Jan-de-Dopper, Begijnhofkerk à Louvain (Sony)

Danemark
- Orgue Raphaëlis de la cathédrale de Roskilde (1654) - Restauré en 1992 (Sony)
- Orgue du château de Frederiksborg (construit par Praetorius en 1610) (Sony/Seon)

France

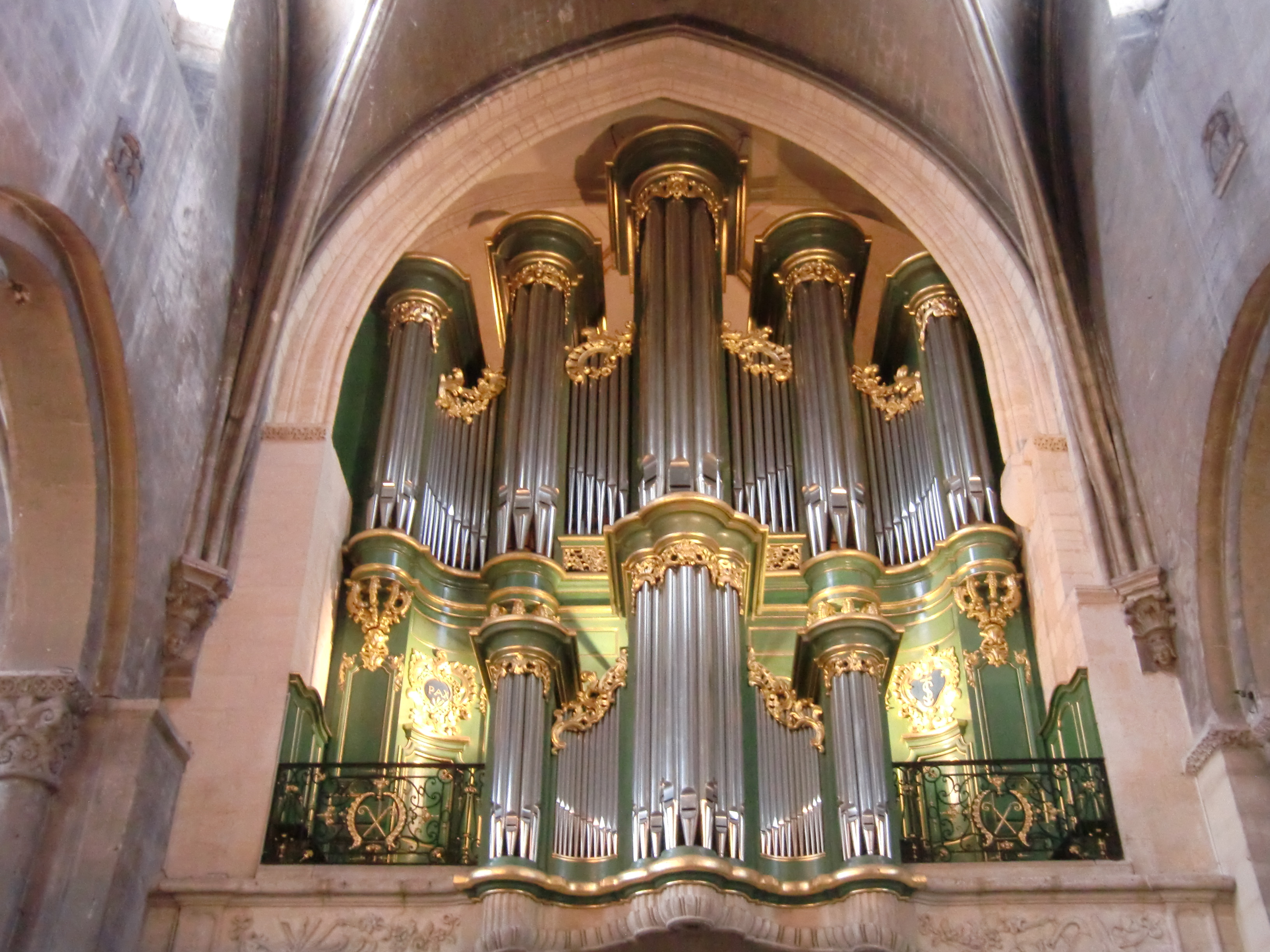
Orgue Dom Bédos (1748) de l'Abbatiale Sainte-Croix à Bordeaux.

- Orgue Dom Bédos de Sainte-Croix de Bordeaux 1748 (refait par P. Quoirin entre 1984 et 1997) (Alpha)
- Orgue Claude Parisot (1739) de Notre-Dame de Guibray à Falaise, Normandie (Sony)
- Orgue Silbermann (1709) de l'église abbatiale Saint Étienne de Marmoutier, Bas-Rhin
- Orgue Jean-André Silbermann (1746) de l'église priorale de Saint-Quirin (Moselle)
- Orgue Bertrand Cattiaux (2009) de l'église Saint Martin d'Amilly (Loiret)
- Orgue Robert Dallam (1653) de l'église Saint-Brandan de Lanvellec (Côtes d'Armor) dans le cadre du Festival de Lanvellec

Italie
- Orgue renaissance de Brescia (ca 1550) DHM Teldec Sony/Seon
- 2 orgues renaissance de la Basilique San Petronio de Bologne (Lorenzo da Prato 1471 - Baldassare Malamini 1596) Frescobaldi/DHM
- Orgue de la Basilique San Martino de Bologne (Giovanni Cipri 1556) Froberger/Teldec
- Orgue de l'église San Giuseppe, à Brescia (Sony/Seon)
- Orgue de l'église San Carlo, à Brescia (Sony/Seon)
- Orgue de l'église San Michele Arcangelo, à Caselle di Altivole (Sony/Seon)
- Orgue[Lequel ?] de l'église Santa Maria Gloriosa dei Frari, à Venise (Sony/Seon)
- Orgue de l'église San Bernardino, à Carpi (Sony/Seon)
- Orgue de l'église du Carmine, à Lugo (Sony/Seon)
- Orgue du château de Churburg, à Val Venosta (Sony/Seon)L'orgue de la Nieuwe Kerk[17] d'Amsterdam.

Pays-Bas

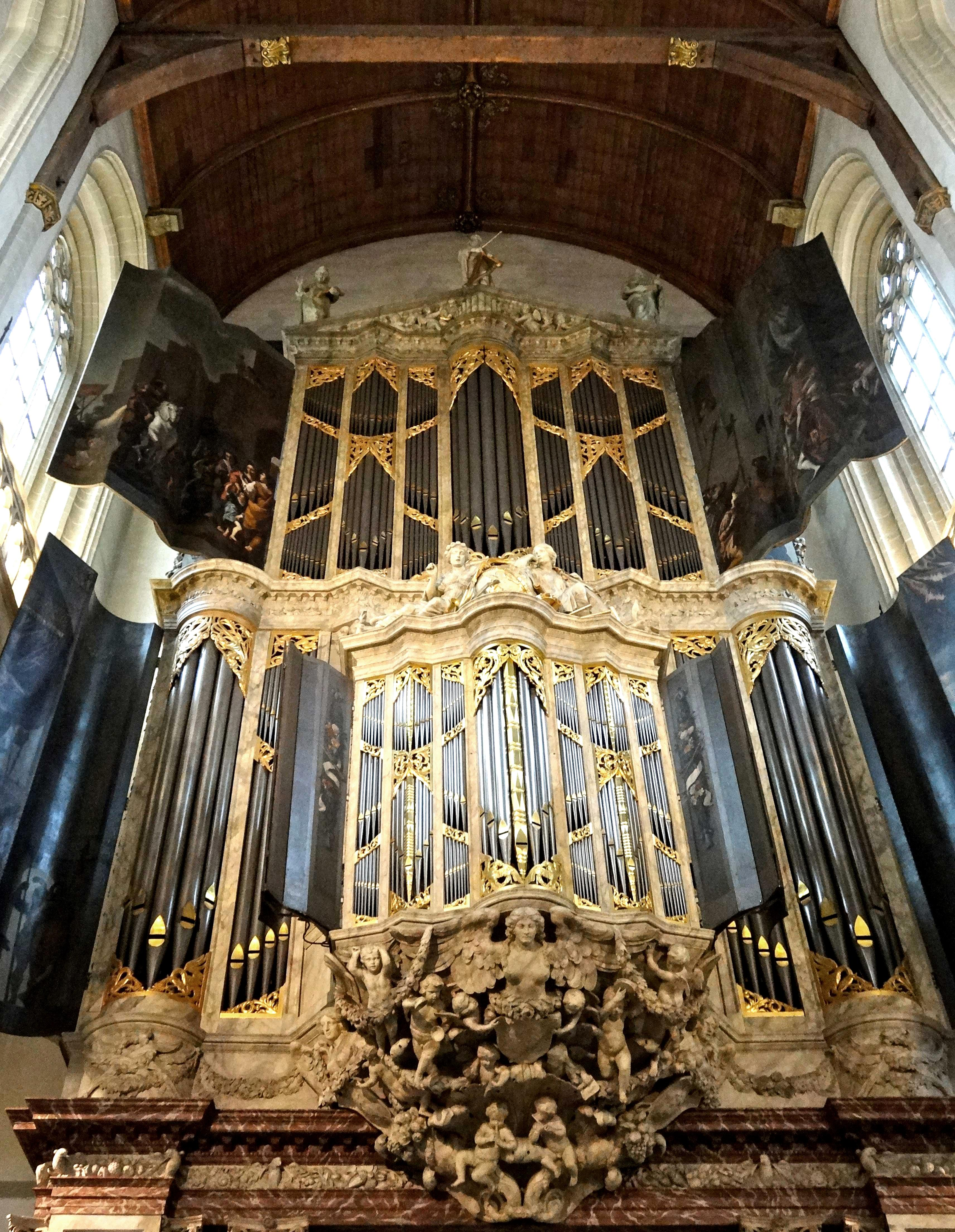
L'orgue de la Nieuwe Kerk d'Amsterdam.

- Orgue Hagerbeer/Arp Schnitger de Alkmaar (3e partie de la Clavier-Übung) (DHM)
- Orgue Hagerbeer de la Nieuwe Kerk à Amsterdam (1635-1640) (G. Leonhardt : titulaire) (DHM Teldec et Sony/Seon)
- 2 cabinets d'orgues Christian Muller à Amsterdam (c. 1730) (J. Kuhnau) (collection G. Leonhardt). L'un d'eux, détruit dans un incendie chez le facteur d'orgue en 1998)(Teldec)
- Orgue de l'Oude Kerk à Amsterdam (Teldec, DHM, Sony/Seon)
- Orgue de la Waalse Kerk à Amsterdam (Teldec, DHM, Sony/seon) G. Leonhardt a été titulaire de l'orgue.
- Orgue de la Buitenkerk, Kampen (Sony/Seon)
- Orgue de la Grote Kerk à Edam (Blow/Purcell) 1995 (Philips)

Suisse
- Orgue de l'église Saint James de Compatsch, Grisons (Sony/Seon)
- Orgue de la Klosterkirche de Muri (Argovie) (Sony/Seon)